# 藤堂高次
藤堂 高次（とうどう たかつぐ）は、伊勢津藩の第2代藩主。藤堂家宗家2代。

## 生涯
慶長6年（1602年）、当時伊予今治藩主であった藤堂高虎の嫡男として誕生した。
高虎にはなかなか実子ができなかったため、丹羽長秀の子を養嗣子・高吉として迎えていた。高虎が46歳のとき、ようやく実子である高次が生まれ、寛永7年（1630年）、高虎が病死すると高次がその跡を継ぐこととなった。なお、高吉は寛永9年（1632年）に今治から伊勢に転封されたが、寛永13年（1636年）に高次の命令で伊賀名張へ転封、名張藤堂家を興した。高次は自分の地位を脅かす存在として高吉を危険視し、享保年間まで名張藤堂家と本家との対立は続くこととなった。
寛永9年（1632年）の江戸城二の丸、寛永16年（1639年）の江戸城本丸消失後の復興、慶安5年（1652年）の日光の大猷院霊廟（徳川家光の霊廟）などの数多くの石垣普請を行った。ところが津藩はこれらの石垣普請の負担により財政が極度に悪化し、高次は年貢増収による財政再建を図って新田開発を積極的に奨励するなどの改革に努めた。しかしなおも江戸幕府の普請費用を積極的に負担したため、財政はさらに悪化の一途をたどっていった。

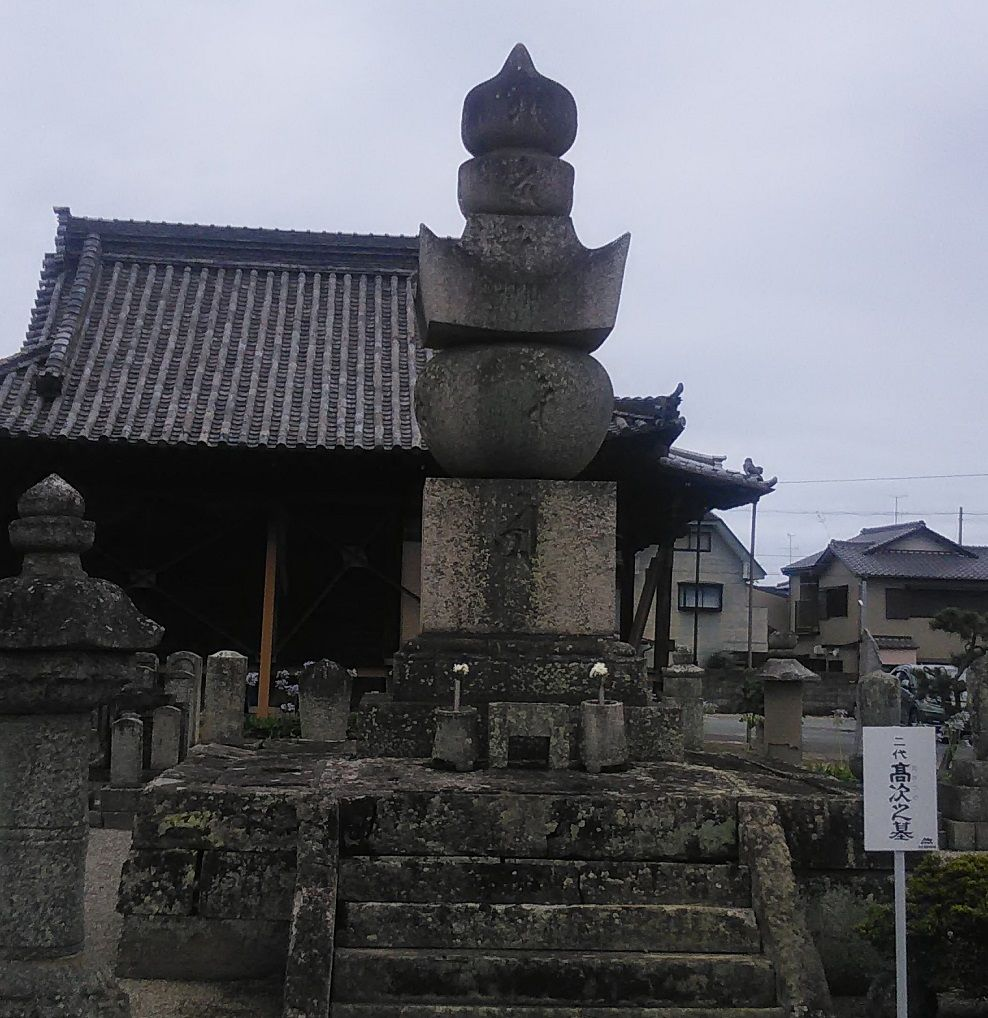
藤堂高次の墓(津市寒松院)

寛文9年（1669年）、隠居して家督を長男の高久に譲る。延宝4年11月16日（1676年12月20日）に死去した。